# Castel San Vincenzo
Castel San Vincenzo é uma comuna italiana da região do Molise, província de Isérnia, com cerca de 577 habitantes. Estende-se por uma área de 22 km², tendo uma densidade populacional de 26 hab/km². Faz fronteira com Cerro al Volturno, Montenero Val Cocchiara, Pizzone, Rocchetta a Volturno, San Biagio Saracinisco (FR).

## Demografia
| Variação demográfica do município entre 1861 e 2011                               |
|                                                                                   |
| Fonte: Istituto Nazionale di Statistica (ISTAT) - Elaboração gráfica da Wikipedia |